# 华安站
华安站位于福建省漳州市华安县华丰镇，建于1956年。距鹰潭站567公里，距厦门站127公里。现为五等站。现仅办理鹰厦铁路列车通过及待避业务，客运业务于2006年停办，在当地人大代表陈金木的呼吁下华安站的客运业务曾于2008年12月重开，但又于2011年再次停办；车站不办理货运业务。
由于车站不再在华安县城内办理客货运业务，但铁路将县城城关镇一分为二，给当地人民生活带来不便并带有安全隐患，因此当地政府希望将线路外迁。2016年5月通过的预可研方案显示：华安段改线将采取东线方案，新建线路长12.062公里，比现有路段缩短14公里，同时新建华安站。项目可行性研究报告于2018月12月获得中铁总和福建省联合批复，2020年5月正式开工。2024年10月18日鹰厦线华安城区段外移工程建成通车，华安站搬迁至新站址。新站投用后，老站财产将被当地政府接收。
华安新站位于华安县华丰镇上雪新村，建于温水溪双线中桥上，设有2条股道，华丰隧道和华新隧道间。其中华新隧道全长6915米，建成后是鹰厦线上最长的单向隧道。